# Drysdale (Buenos Aires)
Drysdale es un pequeño paraje rural del Partido de Carlos Tejedor, provincia de Buenos Aires, Argentina.

## Ubicación
Se encuentra a 29 km al noroeste de la ciudad de Carlos Tejedor, pudiéndose acceder por la Ruta Nacional 226. La región como otras localidades fue fundada por la familia Drysdale; el primero en haber ingresado en el país fue Joseph Drysdale, alistado como comerciante. La compra de tierras se realizaba mediante un contrato con el gobierno con dos propósitos, uno para ganarle terreno al indio y segundo con el propósito de colonizar y establecer pueblos (parajes civilizatorios). Con la colonizaciones vinieron más inmigrantes para desarrollar la producción agrícola de la zona. Fuente: Sociedad británica en Buenos Aires, autora Huxon.

## Población
Durante en censo del 2001 del INDEC fue considerada población rural dispersa.